# Natuurpark Sierra Norte de Guadarrama

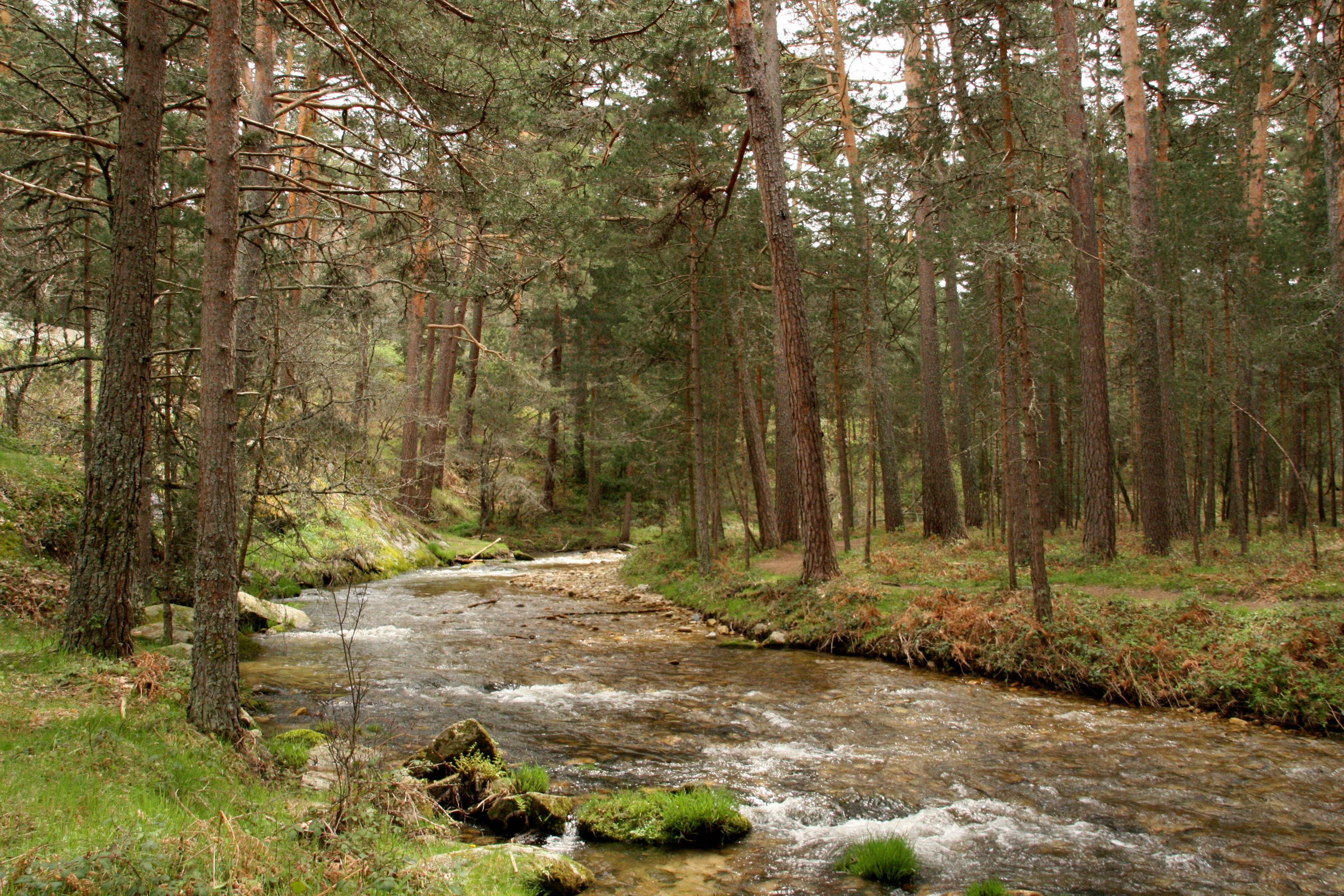

Het Natuurpark Sierra Norte de Guadarrama (Spaans: Parque natural de la Sierra Norte de Guadarrama) is een natuurpark in Castilië en León in Spanje. Het natuurpark werd opgericht in 2010 en is 83620 hectare groot. Het natuurpark omvat bergen van de Sierra de Guadarrama, naaldbossen. Het park grenst aan Nationaal park Sierra de Guadarrama.